# ديفيد ديل
ديفيد ديل (بالإنجليزية: David Diehl)‏ هو لاعب كرة قدم أمريكية أمريكي، ولد في 15 سبتمبر 1980 في شيكاغو في الولايات المتحدة.

## وصلات خارجية
- ديفيد ديل على موقع مرجع كرة القدم المحترفة.كوم (الإنجليزية)